# IC 3645
IC 3645 је појединачна звијезда у сазвјежђу Береникина коса која се налази на листи објеката дубоког неба у Индекс каталогу.
Деклинација објекта је + 26° 32' 29" а ректасцензија 12h 40m 37,6s.